# 青森車両センター
青森車両センター（あおもりしゃりょうセンター）は、かつて青森県青森市に存在した東日本旅客鉄道（JR東日本）盛岡支社の車両基地である。
2016年（平成28年）3月26日をもって盛岡車両センターに統合され、同センターの青森派出所となり車両配置はなくなっている。当記事では、盛岡車両センターへの統合後の事項についても扱う。

## 組織体系
本所のほかに、青森駅検査班と東派出所が設置されていた。

### 青森駅検査班
青森車両センター青森駅検査班（あおもりしゃりょうセンターあおもりえきけんさはん）は、青森駅構内（西口側）に存在した、青森駅構内の操車業務や列車故障の際の応急処置などを行っていた組織。

### 東派出所
青森車両センター東派出所（あおもりしゃりょうセンターひがしはしゅつじょ）は、青森県青森市の東北本線青森信号場構内に存在した、東日本旅客鉄道（JR東日本）盛岡支社の車両基地である。
2004年（平成16年）4月1日に青森運転所東派出所から改組されて発足した。
東北本線八戸 - 青森間の青い森鉄道への転換を控え、同社の車両基地として移管することを前提に2008年（平成20年）3月15日ダイヤ改正時に廃止された。その後改修工事を実施し、2010年（平成22年）12月4日から青い森鉄道の運輸管理所として使用されている。

## 歴史

### 本所
- 1916年（大正5年）7月1日 - 青森機関庫より分離し、青森検車所発足。
- 1918年（大正7年）5月1日 - 青森電灯所発足。
- 1928年（昭和3年）5月16日 - 青森電灯所から青森車電所に改称。
- 1936年（昭和11年）11月 - 青森車電所から青森車電区に改称。
- 1951年（昭和26年）4月1日 - 青森検車区と青森車電区が統合し、青森客車区となる。
- 1967年（昭和42年）7月20日 - 青森操車場構内から現在地に移転し、青森運転区となる[3]。
- 1968年（昭和43年）2月10日 - 青森運転所に改称。
- 1991年（平成3年）3月16日 - 運転部門を青森運輸区に分離[6]。
- 2004年（平成16年）4月1日 - 組織改正に伴い、青森車両センターとなる[3][4]。
- 2016年（平成28年）3月26日 - 北海道新幹線開業によるダイヤ改正に伴い、組織改正を行い盛岡車両センター青森派出所となる[3][4]。
- 2017年（平成29年）4月1日 - 構内にJR東日本テクノロジー青森改造センターを開設[7]。

### 東派出所
- 1891年（明治24年）9月1日 - 日本鉄道青森機関庫が発足する。
- 1926年（大正15年）5月19日 - 青森駅構内から青森操車場構内に移転する。
- 1936年（昭和11年）9月1日 - 青森機関庫から青森機関区に改称。
- 1987年（昭和62年）3月1日 - 青森機関区から機関車検修部門を分離し、青森東運転区が発足する[8]。（なお、JR貨物の青森機関区は後に青森信号場などと統合され、青森総合鉄道部となっている）
- 1996年（平成8年）3月16日 - 組織改正に伴い、青森運転所東派出所となる[4]。
- 2004年（平成16年）4月1日 - 組織改正に伴い、青森車両センター東派出所となる。
- 2008年（平成20年）3月15日 - 青森車両センター東派出所を廃止し、青い森鉄道への移管を目的とした改修工事を実施する。また、機関車は本所所属となり、JR貨物から受託していた機関車の仕業検査業務・誘導入換業務を解消する[4][9]。
- 2010年（平成22年）12月4日 - 東北本線八戸 - 青森間の青い森鉄道への移管に伴い、旧青森車両センター東派出所は同社の運輸管理所となる。

## 配置車両に記された略号
- 旅客車：「盛アオ」…盛岡支社を表す「盛」と、青森の電報略号である「アオ」から構成される[10]。
- 機関車：〔青〕…青森を意味する「青」から構成される[10]。

## 盛岡車両センター青森派出所

### 配置車両
2019年（平成31年）4月1日現在は前述のとおり青森派出所となり、車両配置は盛岡車両センターの直属になり車両配置がなくなったが、統合による車籍としての所属（9両）は以下のとおりである。

#### 機関車
DD14形ディーゼル機関車（1両）
- 保留車となっている[要出典]300番台1両が所属している。ロータリー式除雪車。
- 本センターの統合により2016年3月26日付で盛岡車両センターに転属し、青森派出所の所属となった[14][15]。

DE10形ディーゼル機関車（8両）
- 8両が配置されている。そのうち3両は盛岡車両センターに常駐し、盛岡駅や盛岡車両センターでの入換作業で運用される。その他の5両は青森駅や当センター（派出所）での入換作業や工事列車の牽引などで運用される。盛岡常駐車の青森センター時代での回送は北上線経由で行われた[要出典]。
- 本センターの統合により2016年3月26日付で盛岡車両センターに転属し、青森派出所の所属となった[14][15]。

## 過去の配置車両

### 統合直前または統合時に転属または廃車された車両
2016年4月1日現在は前述のとおり青森派出所となり、盛岡車両センターに統合になった前提および時点となる2016年2月2日および同年3月26日付での秋田車両センター（現・秋田総合車両センター南秋田センター）・八戸運輸区への転属（18両分）およびそれ以前の廃車（7両分）によるものを挙げておく。その詳細は以下のとおりである。

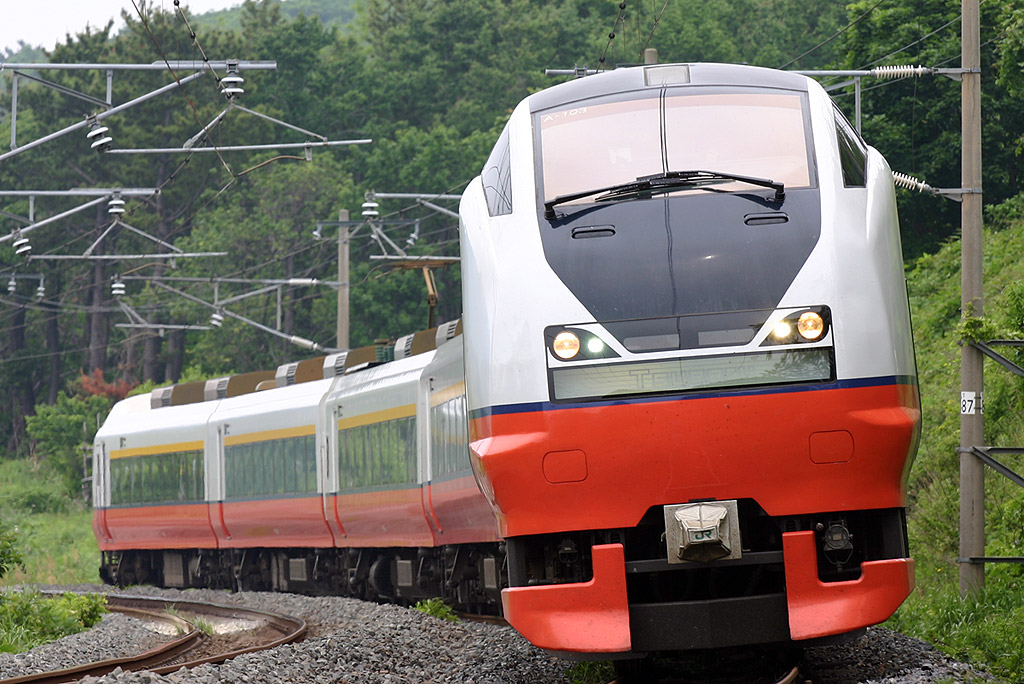
E751系

E751系（内12両は秋田車両センターに転属。）
- 4両編成（A101 - A103編成）3本と、編成から外された中間MM'ユニット6両が配置されていた。
- 特急「つがる」で運用される。
- 2010年12月3日までは6両編成で運用されたが、2011年（平成23年）4月23日より4両編成に短縮されて運用復帰した。編成短縮の際に外されたモハE751+モハE750の0番台MM'ユニット6両は2015年（平成27年）11月30日付で廃車[16]。残存車12両は本センターの統合により2016年3月26日付で秋田車両センター（現・秋田総合車両センター南秋田センター）に転属した[14]。

485系（22両）

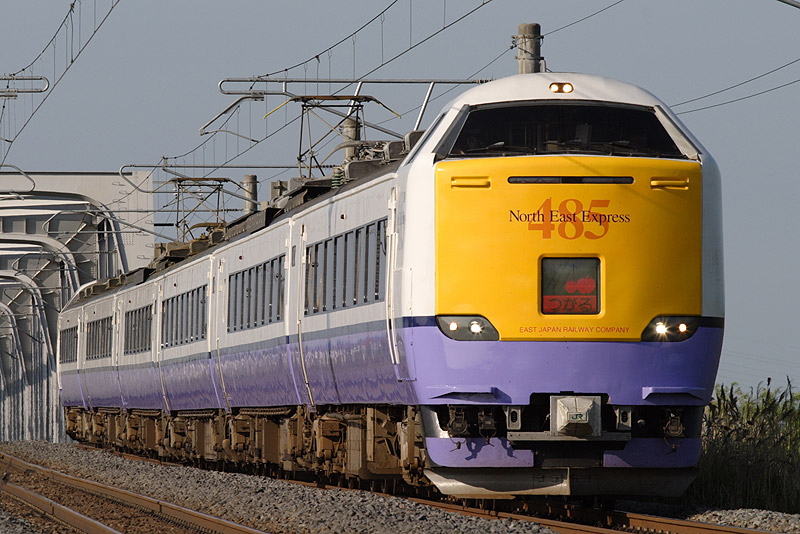
485系3000番台

- 6両編成は特急「白鳥」（2016年3月21日で運行終了）で、4両編成は特急「つがる」で運用されていた（2016年3月25日で運行終了し、定期運行終了）[3]。
- 本センターの統合により2016年3月26日付で盛岡車両センターに転属している[3][14]。
- また、2016年には新製から36 - 39年が経過した車両であり、「白鳥」運用離脱後は老朽化により順次廃車となっていった[17][18][19]。
  - 2016年12月6日付でA8編成とMM'ユニット1組2両を廃車[18][19]。所属は3000番台6両編成（A1, A5, A6編成）3本と増結用MM'ユニット2組4両の計22両となっていた[3][20][21][22][23][24]。
  - 2018年（平成30年）10月8日から翌9日に掛けて4両が郡山総合車両センターへ配給輸送がなされており[25]、同年10月10日付でモハ484-3047,3062・モハ485-3047,3062（A1,A5編成のMM'ユニット2組4両）が廃車となった[20]。同年11月1日までにA5編成残り4両および増結用MM'ユニット1組2両（モハ485・モハ484-3081）が配給輸送され[26]、同年11月2日付で廃車されている[21][22]。同年12月6日までにA1編成残り4両および増結用MM'ユニット1組2両（モハ485・モハ484-3049）が郡山総合車両センターへ配給輸送されており[27]、当該車両は配給輸送到着翌日となる同年12月7日に廃車扱いされている。これらの車両は検査期限が残っていたために「白鳥」運用離脱後も廃車扱いまで留置していた[21]。2019年1月21日には所属している残るA6編成6両も郡山総合車両センターへ配給輸送されて[28]、同年1月22日に廃車扱いとなった[23]。これにより2018年度で全廃となった[24]。

HB-E300系（4両、八戸運輸区に転属。）

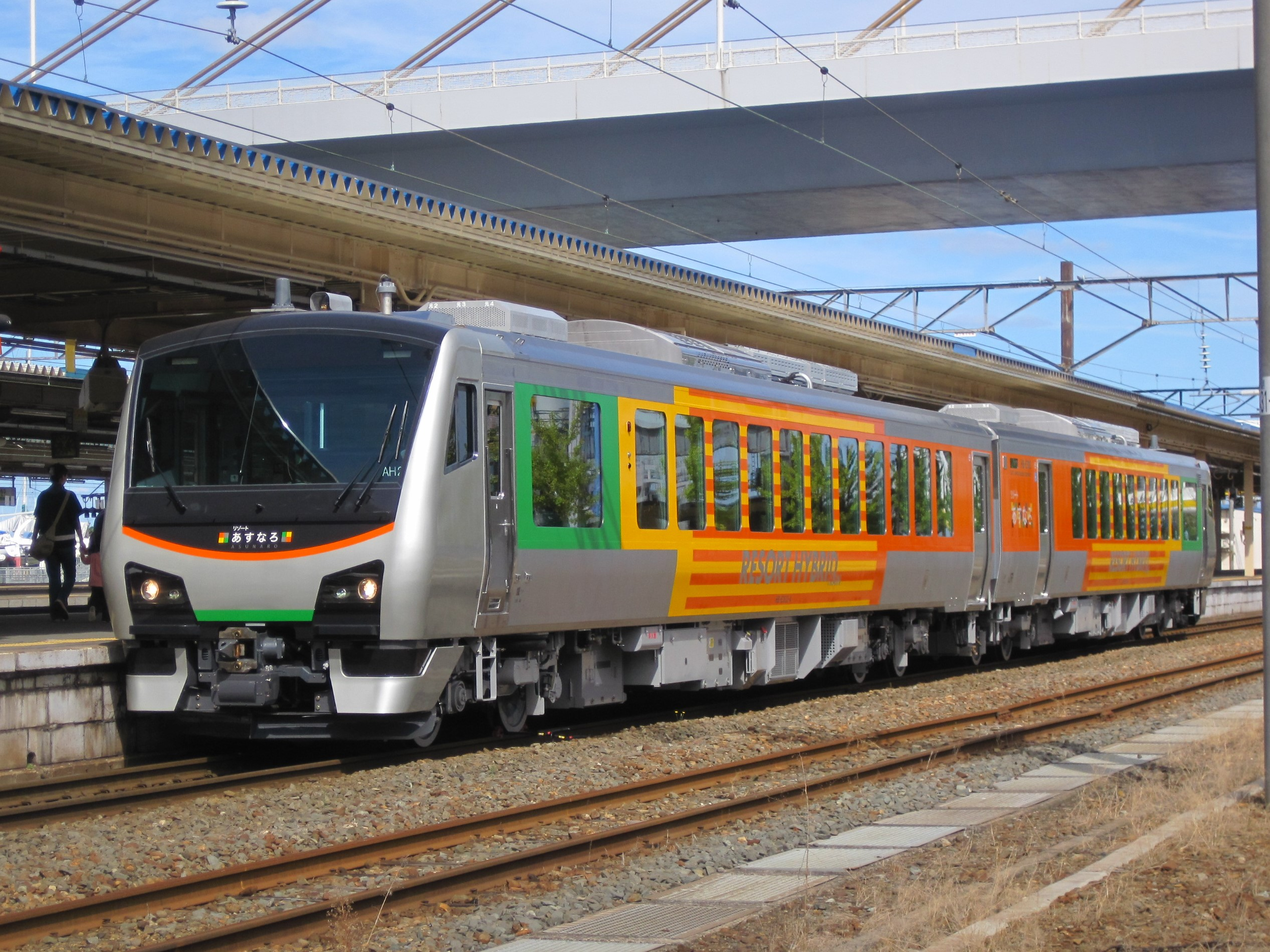
HB-E300系

- HB-E301形+HB-E302形2両編成 (3 - 4) 2本が配置されていた。
- 快速「リゾートあすなろ下北」（奥羽本線・青い森鉄道線・大湊線経由）と「リゾートあすなろ津軽」（奥羽本線・津軽線経由）で運用される。
- 2016年3月26日付で4両が八戸運輸区に転属した[14]。

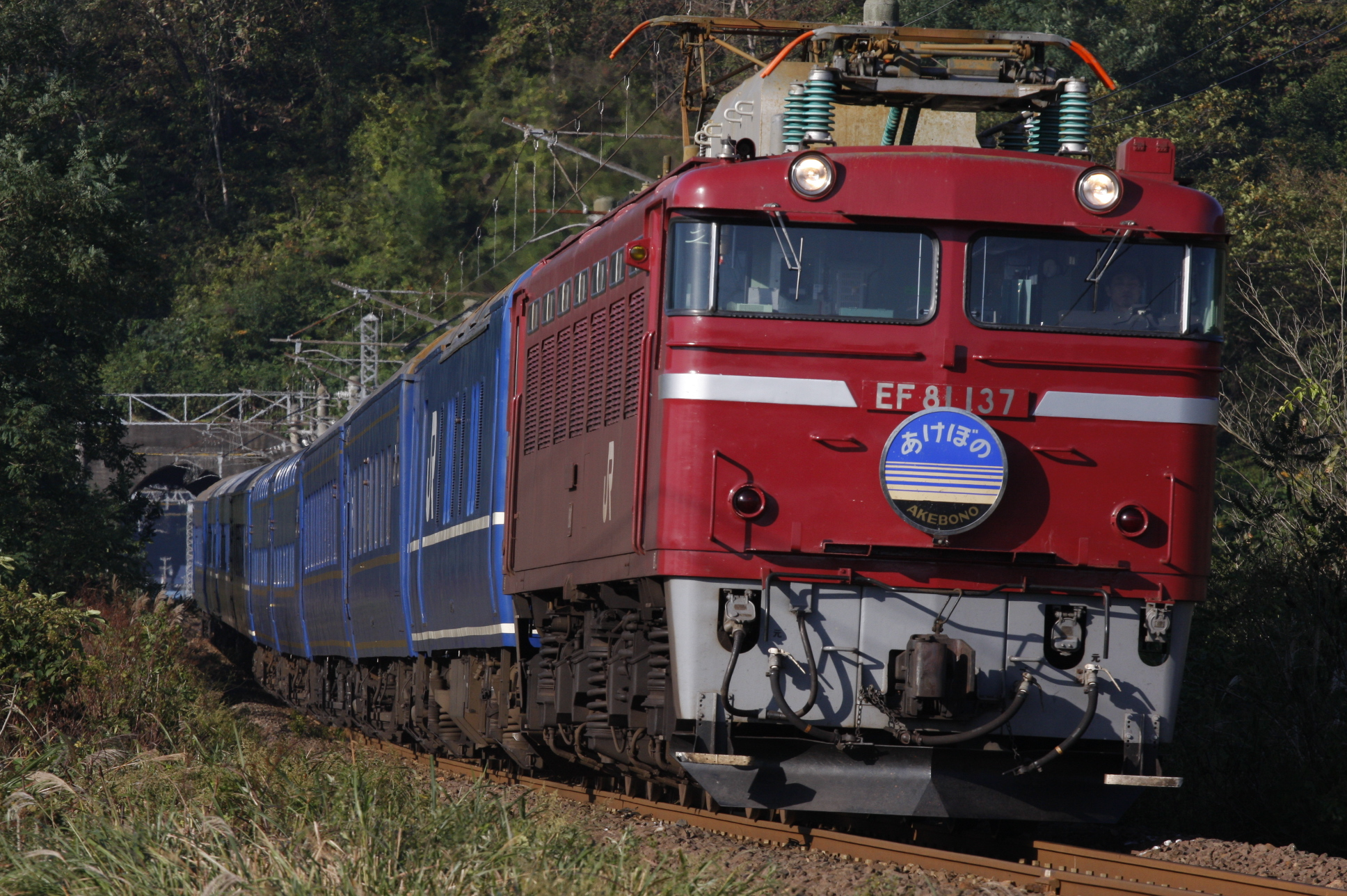
EF81 137

EF81形電気機関車（内2両は秋田車両センター（現・秋田総合車両センター南秋田センター）に転属。）
- 0番台4両（136 - 139号機）が配置されていた。工事列車の牽引などで運用される。
- また、136・139号機は双頭型両用連結器を装備しており、後述する郡山総合車両センターへ検査入場する電車を牽引することが可能である。
- 138号機は2015年12月9日で廃車となった[29]。136号機は2016年2月2日付、139号機は同年3月26日付で秋田車両センター（現・秋田総合車両センター南秋田センター）に転属した[14]。
- 137号機だけが2016年3月26日付で盛岡車両センターに転属し、青森派出所の所属となり車籍は残っていたが[14][30]、同年6月4日には廃車扱いとなり、電気機関車の所属はなくなった[31]。

### 2016年以前に転属・廃車となった車両
701系電車

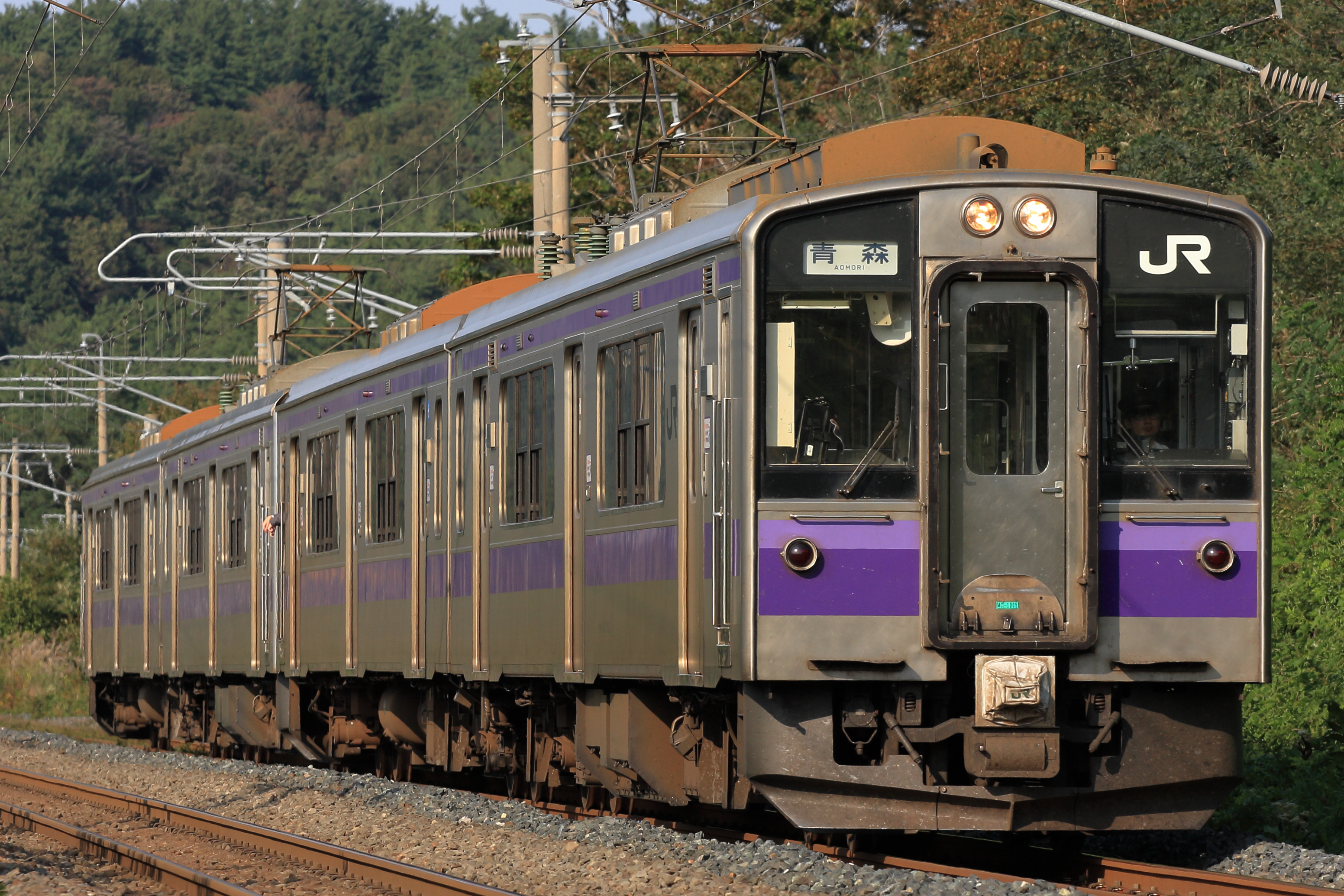
701系1000番台　青森車両センター時代(0番台同様の強化スカートが特徴)

- 2002年（平成14年）12月の東北新幹線八戸延伸の際に、東北本線盛岡 - 八戸間がIGRいわて銀河鉄道・青い森鉄道に転換され、盛岡以南と八戸 - 青森間に分断されたために盛岡運転所からの転入車が配置されていたが、2010年12月の東北新幹線新青森延伸を受けて八戸 - 青森間も青い森鉄道に転換されたため、全車両が同社に譲渡された[32]。

24系客車
- 寝台特急「あけぼの」として1970年（昭和45年）7月から2014年（平成26年）3月のダイヤ改正（臨時列車としては2015年1月）まで運用され、寝台特急「日本海」としては1968年（昭和43年）10月から2012年（平成24年）3月のダイヤ改正まで運用された。中には寝台特急「北斗星」で使用された客車もあった。あけぼの運行終了後カニ24を含めA寝台1両、B寝台個室1両、開放式B寝台1両の合計4両編成が小坂鉄道レールパークに宿泊ホテルとして保存されている。2015年8月28日付で8両が廃車され、オハネ24形550番台の3両についても同年9月30日付で廃車された。状態の良い車両は同11月2・9・16日付で廃車扱いとし、南アフリカ共和国へ譲渡される予定だったが、秋田港駅に留置されたのち[33]、全車両が解体された。
- 2015年度に全廃となった車両基地も参照のこと。

12系客車「ふれあいみちのく」
- 1986年（昭和61年）に配置された車内が畳敷きのお座敷列車。盛岡支社管内の団体・臨時列車として2002年まで運用された。

## その他エピソード
東北新幹線八戸 - 新青森間延伸の際に、新幹線の車両基地「盛岡新幹線車両センター青森派出所」が当センターの西側に隣接する形で新設されている（盛岡新幹線車両センター八戸派出を移転）。

### 入出場配給回送

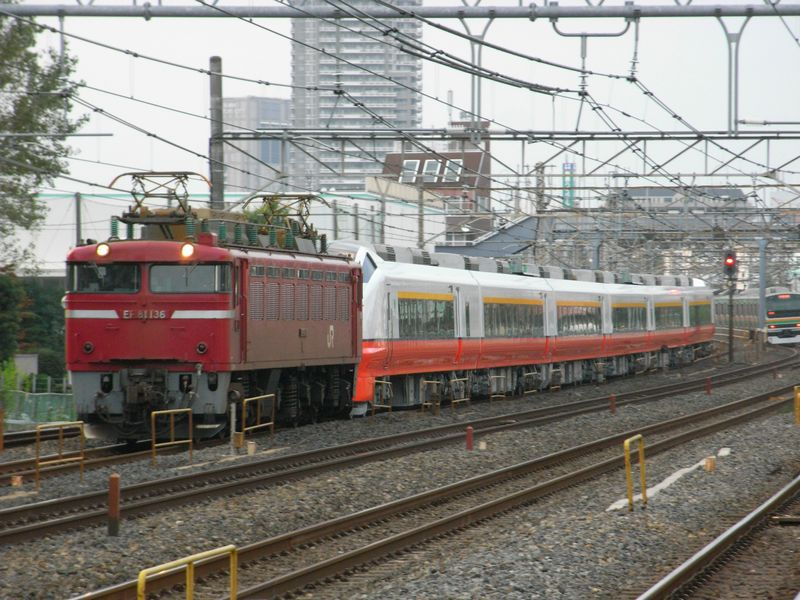
出場回送中のEF81形+E751系

当センター配置の485系・E751系は全般検査・要部検査を郡山総合車両センターで施工していたが、入出場の際は、奥羽本線 - 羽越本線 - 上越線 - 高崎線 - 武蔵野線 - 常磐線（田端信号場駅経由） - 東北本線と、新潟地区や首都圏を大回りする経路で配給列車として回送していた。
これは東北新幹線の延伸で東北本線盛岡 - 青森間がIGRいわて銀河鉄道・青い森鉄道に転換されたため、自社線内のみの運転が必須となる配給列車は設定できず、仮に設定できた場合でも同区間の通過には線路使用料を支払う必要があること、また、貨物列車による甲種車両輸送ではJR貨物に輸送費を支払う必要があることに起因する。さらに、田沢湖線や奥羽本線新庄以南は標準軌であること、北上線・陸羽東線・磐越西線西部区間は非電化のためEF81形による通し運転が不可能であることから上記経路による運行となる。
なお、客車・機関車・HB-E300系は秋田総合車両センター（旧土崎工場）で検査を施工していた。

### JR東日本テクノロジー 青森改造センター
車両配置がなくなり、使用されなくなった当センターの検修庫などの設備・人員を活用して、2017年（平成29年）4月1日よりJR東日本テクノロジー青森改造センターが開設され、首都圏の通勤形電車を中心とした改造業務を行っている。